# آنتونیو آلبرینو
آنتونیو آلبرینو (انگلیسی: Antonio Alberino; ۲۶ اکتبر ۱۹۱۰ – ۱۳ اوت ۱۹۹۱) بازیکن فوتبال اهل آرژانتین بود.
از باشگاه‌هایی که در آن بازی کرده‌است می‌توان به باشگاه فوتبال اتلتیکو تیگره و باشگاه فوتبال بوکا جونیورز اشاره کرد.